# IGoogle
iGoogle était un service gratuit lancé par la société américaine Google en mai 2005. Il s'agissait d'un portail Web personnalisable permettant d'agréger en une seule page des flux d'information continue (notamment des flux RSS), des jeux, des services personnalisés (Agenda, météo, Gmail…) et différents modules de type widget. On pouvait également décliner cette page unique en différentes pages en ajoutant jusqu'à 6 onglets eux aussi personnalisables.
iGoogle était anciennement nommé « Google Personalized Homepage » mais a changé d'appellation le 30 avril 2007.
Le 3 juillet 2012, Google annonce que le retrait du service du fait de l'évolution des applications web et de la baisse de la demande est programmé pour le 1er novembre 2013, renvoyant les utilisateurs vers Google Play et le Chrome Web Store. Depuis sa fermeture, le lien URL du service renvoie vers la page d'accueil de Google.

## Thèmes d'artistes
On pouvait personnaliser la page d'accueil de Google avec des œuvres d'artistes tels que :
- Coldplay (Thème basé sur le tableau La Liberté guidant le peuple d'Eugène Delacroix)
- Dolce&Gabbana
- Beastie Boys
- Jackie Chan
- Oscar de la Renta
- Lance Armstrong
- Diane von Furstenberg
- Marc Ecko
- Anne Geddes
- The John Butler Trio
- Philippe Starck
- Yann Arthus-Bertrand
- Michael Graves
- Jeff Koons
- Rolf Harris
- Fátima Lopes
- Mark Morris
- Jean-Charles de Castelbajac
- Shepard Fairey
- John Maeda
- Kengo Kuma
- Michael Leunig

## Concurrents
- La société française Netvibes propose un service comparable mais ouvert sur un plus grand nombre de service de webmail.
- Mon Yahoo! : La page personnalisable par Yahoo!.
- uStart : Page d'accueil personnalisable avec un grand nombre de flux RSS, quelques gadgets, météo, actualité et recherche google
- Navigoo.fr : Page d'accueil personnalisable française qui propose à l'internaute de retrouver ses moteurs de recherche préférés, ses flux rss, ses gadgets, ses sites favoris et sa messagerie habituelle.
- HooomePage : La page personnalisable d'un projet français créé en 2008 HooomePage.com
- ProtoPage
- Live.com de Microsoft (n'existe plus). Il existe toujours la page personnalisable de MSN, Mon MSN.
- My AOL : La page personnalisable par AOL (n'existe plus).
- igHome, alternative la plus semblable à iGoogle, proposant même de l'intégrer par importation. L'inscription et la connexion peut se faire via un compte Google.
- interestuff.com est une alternative à iGoogle. Le site propose des widgets météo, google maps/agenda/news, programme TV, facebook... et bien sur la possibilité d'intégrer ses flux RSS préférés.

### Alternatives basées sur des logiciels libres
- Posh (ex Portaneo)
- Picok[3] : www.picok.org (URL HS en 2018)